# پناهگاه (بوم‌شناسی)

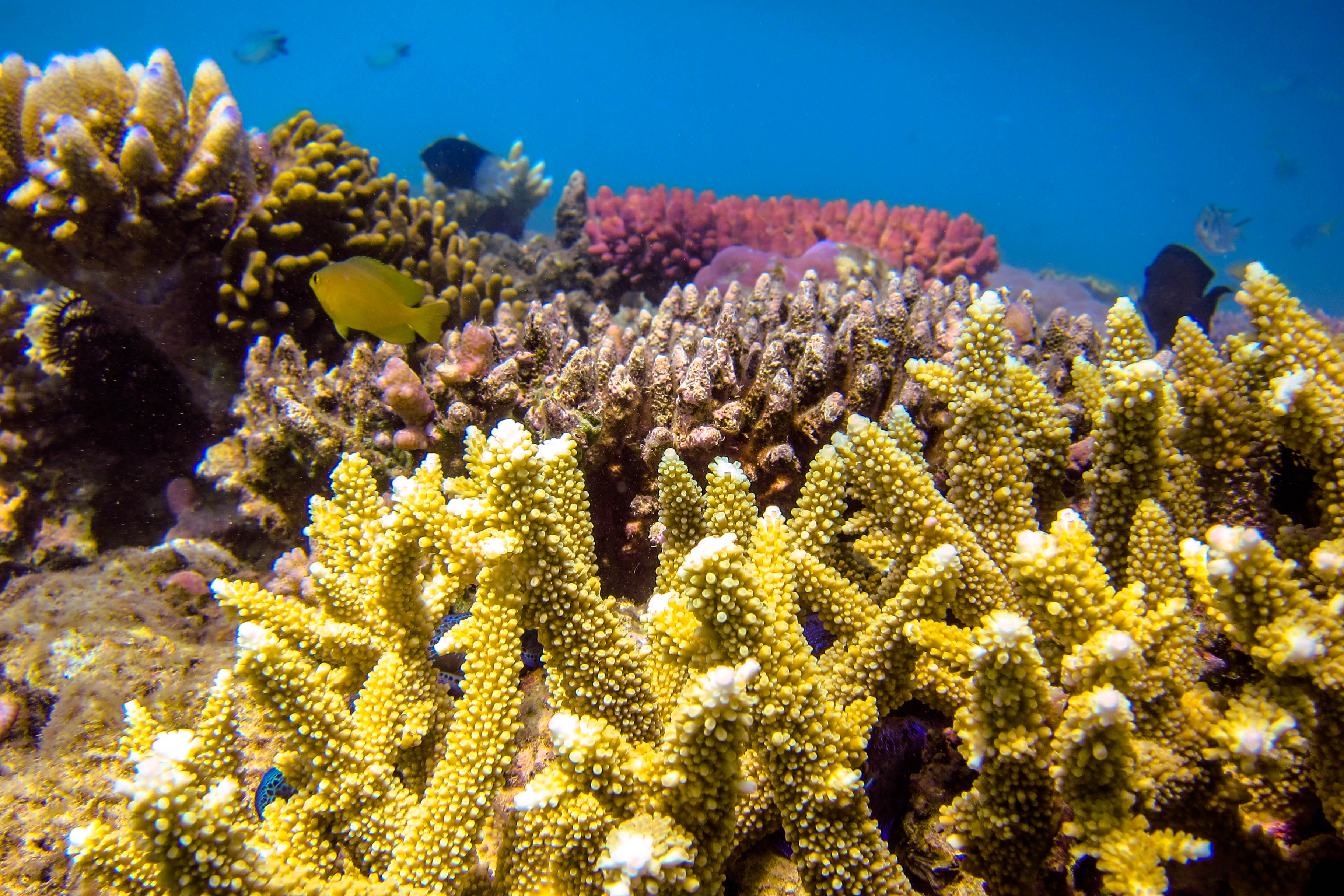
جامعه صخره‌های مرجانی گوناگون

پناهگاه (به انگلیسی: Refuge) مفهومی در بوم‌شناسی است که در آن یک موجود زنده با پنهان‌شدن در منطقه‌ای که در آن در دسترس نیست یا به آسانی نمی‌توان آن را پیدا کرد از شکارشدن پرهیز می‌کند. به دلیل پویایی جمعیت، زمانی که پناهگاه‌ها در دسترس هستند، جمعیت شکارچیان و طعمه‌ها به‌طور چشمگیری بیشتر است، و گونه‌های بیشتری را می‌توان در یک منطقه پشتیبانی کرد.